# Manipulação da mídia
A manipulação da mídia  ou  manipulação da informação veiculada pela mídia refere-se ao uso de táticas ou técnicas de apresentação da informação  transmitida pelos meios de comunicação, de modo a favorecer interesses de determinada parte.

## Origem
Embora os jornalistas sejam os gestores diretos do material informativo, nem sempre se pode atribuir a eles a origem ou a responsabilidade nos casos de manipulação dos meios de comunicação de massa. Frequentemente, o fluxo de informação tem como origem organizações complexas (órgãos de governo, empresas privadas, instituições científicas) dotadas de uma competência específica e, portanto, não passíveis de verificação imediata. Geralmente essas organizações são dotadas de spin doctors, autorizados a relacionar-se  diretamente com a imprensa. Embora também  possam estar sujeitas a obrigações de independência ou de imparcialidade (como é o caso dos órgãos da administração pública), as  atividades de divulgação de informações dessas organizações não são submetidas ao código deontológico do jornalista; portanto, algumas vezes, a manipulação da informação tem  origem fora dos órgâos de imprensa.

## Padrões de manipulação
Segundo Perseu Abramo, é possível distinguir e observar  pelo menos quatro padrões de manipulação da informação presentes na imprensa brasileira, em geral, e mais um, específico do telejornalismo: 
1. Padrão de ocultação
2. Padrão de fragmentação
3. Padrão da inversão
  1. Inversão da relevância dos aspectos
  2. Inversão da forma pelo conteúdo
  3. Inversão da versão pelo fato
  4. Inversão da opinião pela informação
4. Padrão da indução
5. Padrão global ou o padrão específico do jornalismo de televisão e rádio

## Táticas
As táticas de manipulação da informação veiculada pela mídia incluem desde o uso de falácias lógicas e outros artifícios retóricos, passando por técnicas de propaganda e de manipulação psicológica, até a pura e simples fraude. Frequentemente envolvem a omissão de dados e a exclusão de opiniões divergentes, com a finalidade levar determinados argumentos ao descrédito; outras vezes, procura-se desviar a atenção do público mediante  um excesso de oferta de  informações sobre diversos assuntos. Vários métodos de manipulação dos meios de comunicação de massa  baseiam-se na distração, assumindo-se o pressuposto de que o público tem um limiar de atenção restrito. Um exemplo disso é a manipulação de gráficos de barras, frequentemente utilizados pela televisão. Nesse caso, podem ser usadas barras de tamanho não correspondente aos números (que são verdadeiros), na esperança de que o telespectador (um "Homer Simpson", nas palavras de William Bonner) não perceba a falcatrua.

A veiculação de propaganda não comercial também é uma tática utilizada por grupos de interesse, partidos políticos, governos e movimentos religiosos, para difundir uma causa ou ideias e influenciar a opinião pública.
Grandes empresas, assim como os governos, podem controlar a informação veiculada pela mídia de um país. Em alguns países, grandes corporações multinacionais são proprietárias de estações de rádio e televisão. Ainda que aumente o número de publicações nos diferentes canais de distribuição (jornais, revistas, rádio, televisão e, especialmente, Internet), verifica-se, paralelamente, uma crescente Concentração de propriedade da mídia, sobretudo graças às fusões de empresas, tanto aquelas ligadas à mídia convencional, como as que operam os principais serviços da Internet.